# 9074 Yosukeyoshida
9074 Yosukeyoshida (1994 FZ) là một tiểu hành tinh vành đai chính được phát hiện ngày 31 tháng 3 năm 1994 bởi K. Endate và K. Watanabe ở Kitami.